# Півник васильківської майоліки
Півник васильківської майоліки, Бородянський півник, Півник з Бородянки — тиражований твір виробництва Васильківського майолікового заводу, авторства Валерія Протор'єва та Надії Протор'євої.
Екземпляр такого півника був виявлений в одному зі зруйнованих російським бомбардуванням будинків у Бородянці, на кухонній шафі, яка привернула широку увагу тим, що вціліла на стіні знищеної квартири.
Разом із песиком Патроном та кішкою з Бородянки, врятованою зі зруйнованого будинку, став символом стійкості під час російського вторгнення в Україну.

## Історія

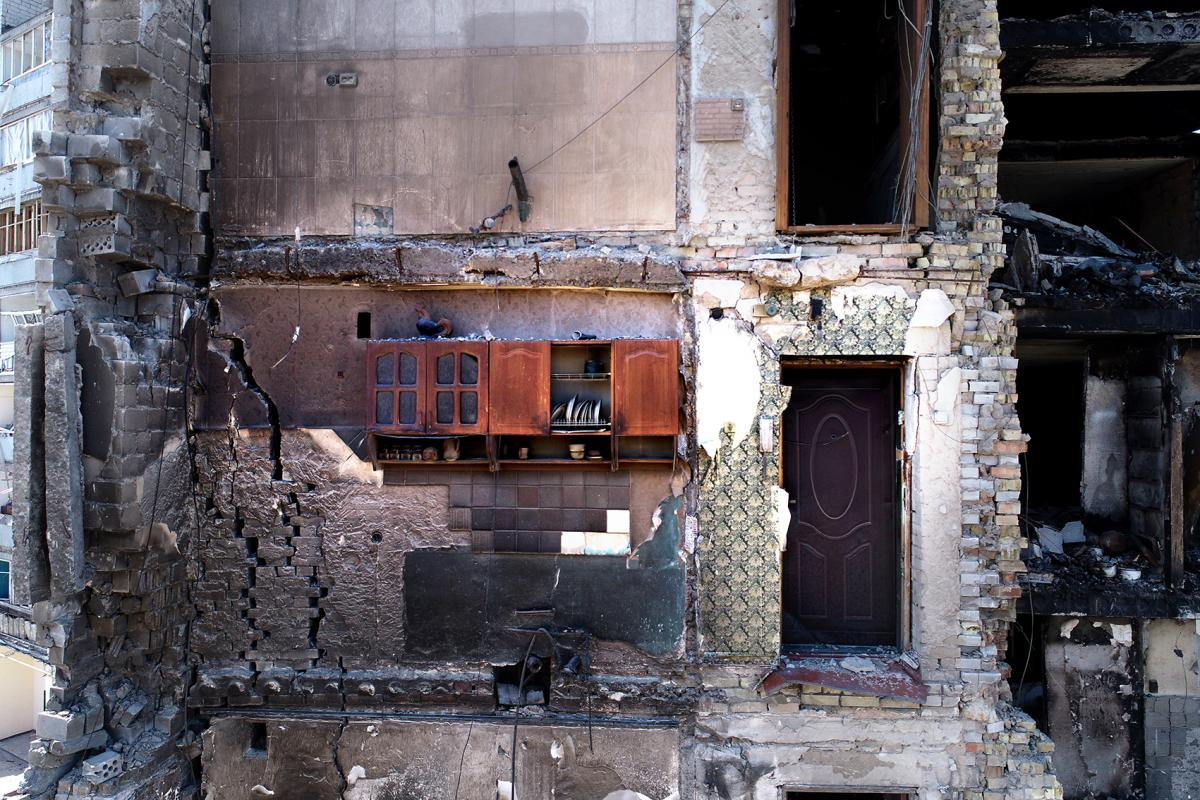
Півник на шафці

Півник випускався на підприємстві «Васильківський майоліковий завод» з початку 1960-х до 1980-х.
Після того, як світ облетіла фото уцілілої шафки з півником зі зруйнованого будинку у Бородянці, українські ЗМІ та люди в соцмережах зацікавилися цим твором мистецтва. Шафку помітила і сфотографувала працівниця Суспільного мовлення Єлизавета Серватинська. Окремо від шафки на півника звернула увагу депутатка Київської міської ради Вікторія Бурдукова.
Півника разом з шафкою забрав у експозицію Музей Революції Гідності.
У селі Мощун у розбомбленій хаті знайшли ще одного півника. Марія Чикалюк, яка мешкає у селі Мощун, Бучанський район Київської області, вирішила передати цінний предмет зі своєї колекції в Національний музей українського народного декоративного мистецтва. 

## Авторство
Твір спочатку помилково приписали Прокопу Бідасюку.
Головний художник Васильківського майолікового заводу останніх років Сергій Денисенко вважає, що авторство півника належить Валерію Протор'єву та його дружині Надії Юхимівні.

## Символ
Кухонна шафка з півником, яка залишилася на стіні, стала символом стійкості і нескореності. З'явився мем: «Будь сильним, як ця кухонна шафа» Також він згадується як символ незламності українського духу..
Півник з'являється на ілюстраціях Олександра Грехова, Діми Коваленко, кота Інжира. Його активно розшукують на сайтах оголошень.
Півник став одним з популярних тем для писанок, зокрема литовський дизайнер Laimės Kūdikis розмістив його на писанці.
Під час візиту прем'єр-міністра Великої Британії Бориса Джонсона до Києва 9 квітня 2022 року йому та Президенту України Володимиру Зеленському, художниця Лєра Полянськова, подарувала подібних керамічних півників.
Перший пам'ятник півнику з'явився у Березному.
Укрпошта запропонувала ескіз марки з півником у 2022 році.
24 серпня 2023 року, на День Незалежності України Google розмістив тематичний малюнок ілюстраторки Поліни Дорошенко з півником. На запитання про символи на картинці, авторка зазначила "керамічний півень, який став символом незламності, стійкості попри всі виклики сьогодення".
20 грудня 2023 року у Раді Європейського Союзу прикрасили ялинку копією півника.

## Галерея

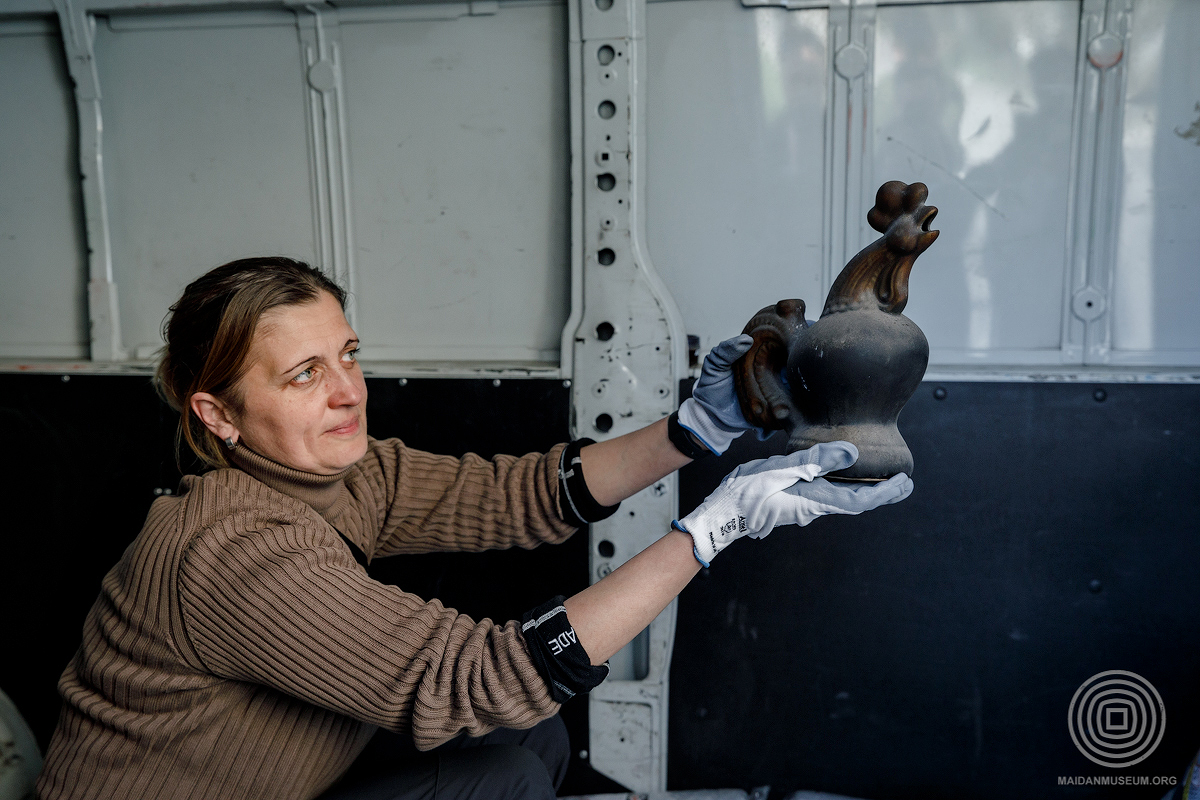
Півника переносять в музей
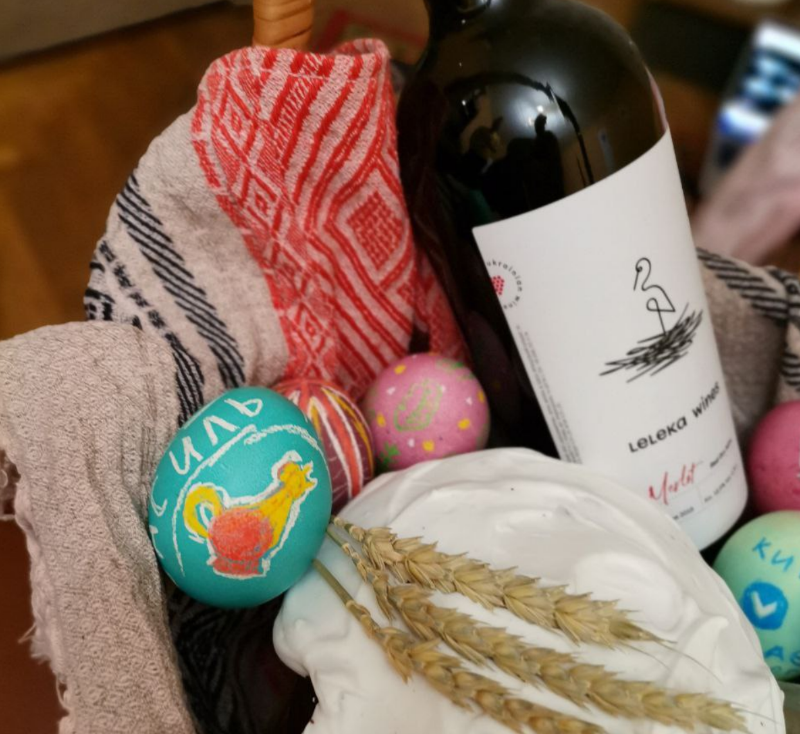
Писанка з півником
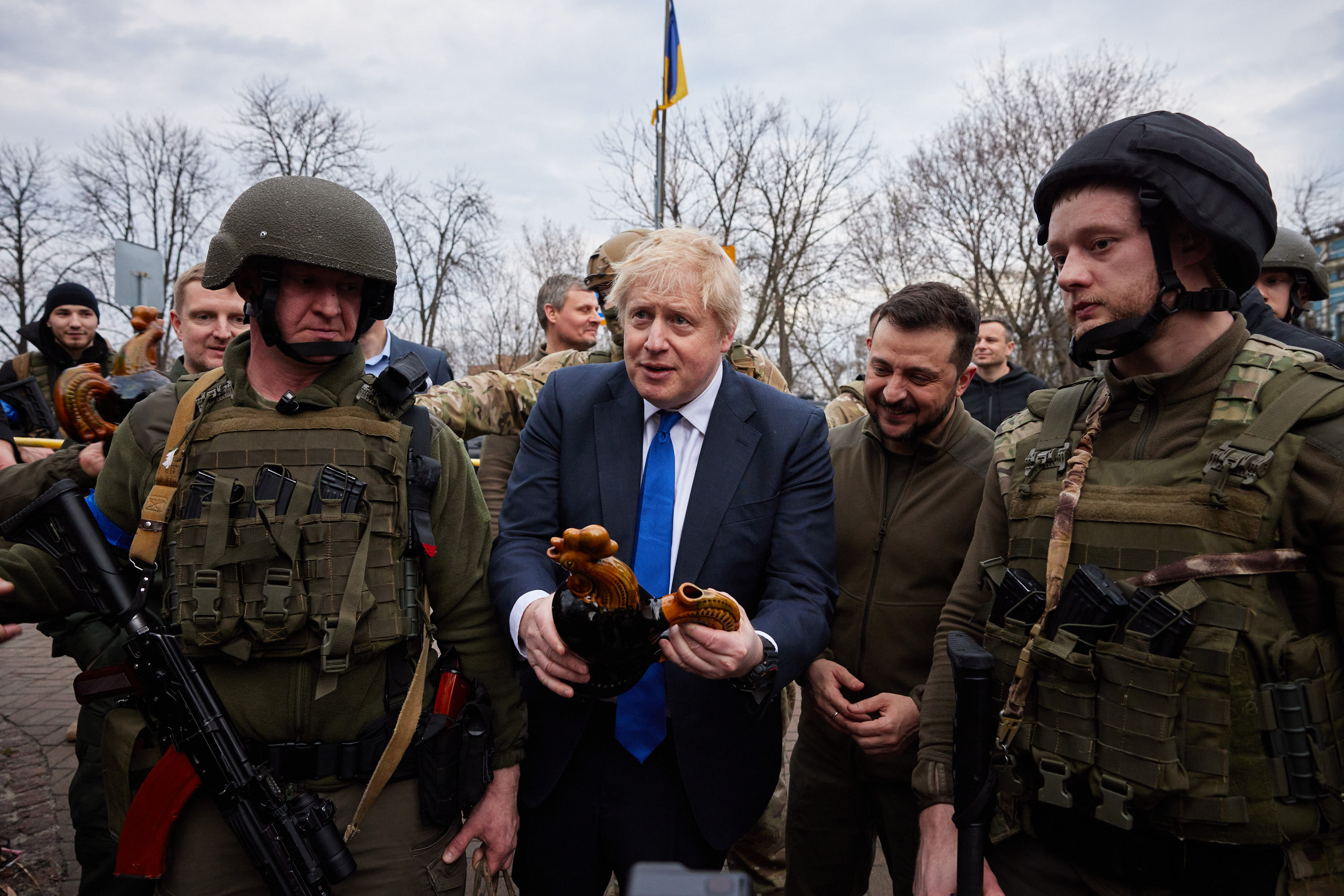
Борис Джонсон з півником
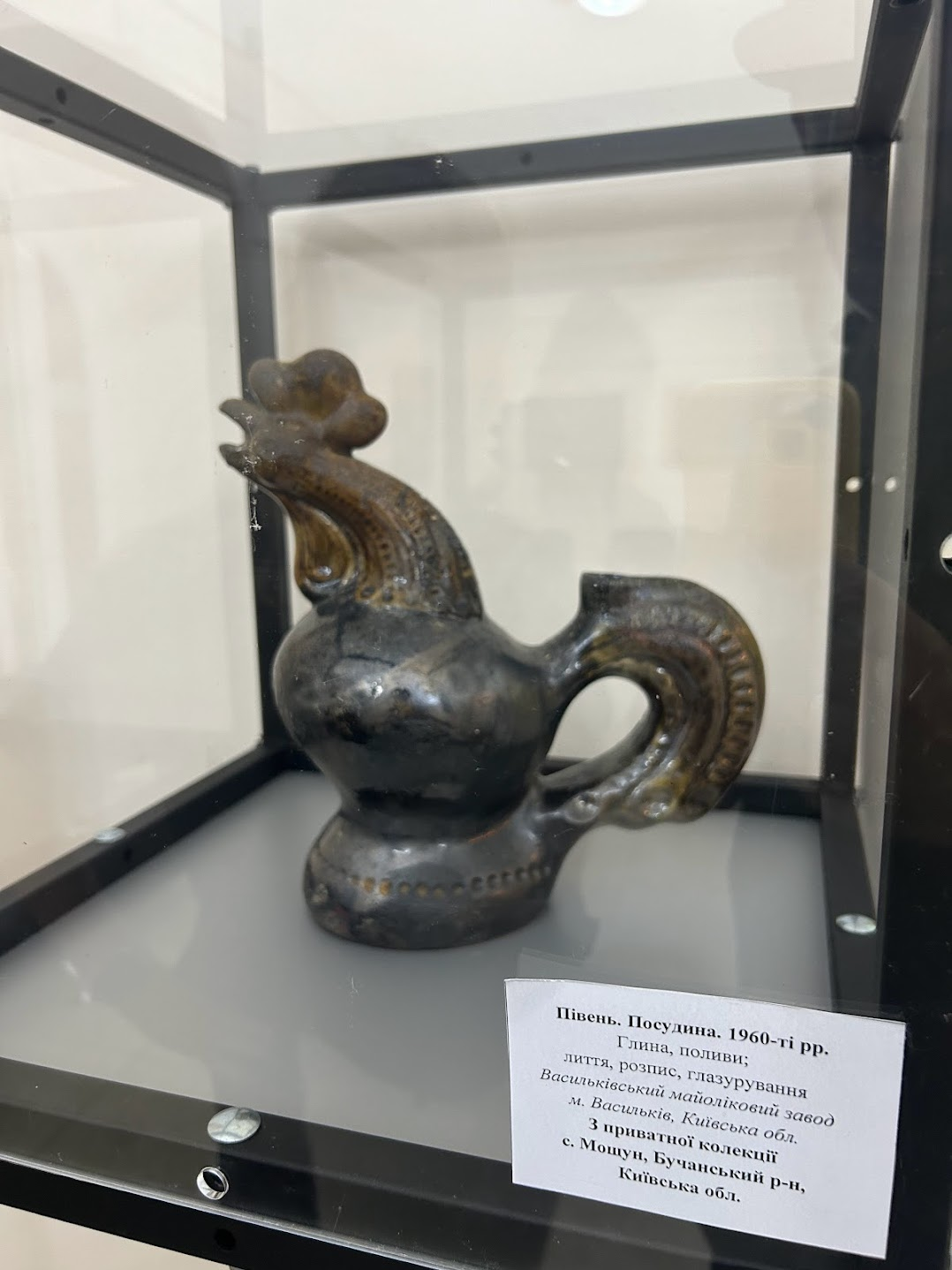
Півник з села Мощун, Національний музей українського народного декоративного мистецтва